# Šah Abdul Latif Bhittai
Šah Abdul Latif Bhittai (sindi شاه عبداللطيف ڀٽائي‎) * 1689/1690 – † 21. december 1752), splošno znan po častnih imenih Lakhino Latif, Latif Ghot, Bhittai in Bhit Jo Šah, je bil sindski sufijski mistik in pesnik iz Pakistana, ki velja za največjega pesnika jezika sindi.
Bhittai, rojen v družini Kazmi Sajid Hala Haveli, ki izvira iz Herata, blizu današnje Hale, je odraščal v bližnjem mestu Kotri Mughal. Pri približno 20 letih je zapustil dom in potoval po Sindu in sosednjih deželah ter srečal številne mistike in jogije, katerih vpliv je očiten v njegovi poeziji. Ko se je po treh letih vrnil domov, je bil poročen v aristokratsko družino, vendar je kmalu zatem ovdovel in se ni ponovno poročil. Njegova pobožnost in duhovnost sta privabili veliko privržencev, pa tudi sovražnost nekaterih. Zadnja leta svojega življenja je preživel v Bhitu (Bhit Šah) in umrl leta 1752. V naslednjih letih so nad njegovim grobom zgradili mavzolej, ki je postal priljubljeno romarsko mesto.
Njegove pesmi so zbrali njegovi učenci v svojem Šah Jo Risalo. Prvič je bilo objavljeno leta 1866. Od takrat je bilo objavljenih več urdujskih in angleških prevodov dela. Bhittaijeva poezija je priljubljena med prebivalci Sinda in ga častijo po vsej provinci.

## Zapuščina
Bhittai velja za največjega sufijskega pesnika sindškega jezika in nacionalnega pesnika Sinda. Po besedah orientalistke Annemarie Schimmel je »najizjemnejši mojster popularne sufijske poezije v Pakistanu«. Po besedah Seyyeda Hosseina Nasra so Bhittaijevo Risalo primerjali z Rumijevim Mathnavijem, Bhittai pa predstavlja »neposredne emanacije Rūmījeve duhovnosti v indijski svet«.
Vsak četrtek zvečer Bhittaijevo poezijo pojejo tradicionalni glasbeniki in derviši v svetišču v tipičnem ekstatičnem slogu. Predstava se običajno imenuje Šah jo Rag (Šahova glasba).

## V popularni kulturi
Bhittaijeva poezija je priljubljena med Sindijci, vključno z muslimani in hindujci. K temu so morda prispevale Bhittaijeve povezave z Jogisom in Sanyasisom. Ljudske pravljice, ki jih pripoveduje Surs iz Risala, se pogosto pripovedujejo in pojejo otrokom.
Med domačini so znane številne anekdote o Bhittaiju haigografske narave. Ena taka zgodba pravi, da ko so ga učili abecede, se ni hotel naučiti česa drugega kot črka Alif, ker označuje ime Boga (Alah) in ni nič vrednega onkraj tega. Druga tovrstna zgodba trdi, da so mu njegovi privrženci podarili pisni izvod Risala, ki ga je, potem ko ga je prebral, odvrgel v bližnje jezero Kirar. Ko so sledilci protestirali, jim je dovolil, da celotno Risalo prepišejo tako, da jo pripovedujejo po njegovem spominu. Njegova grobnica je priljubljeno romarsko mesto v Sindu.

## Urs
Urs, letni spomin na njegovo smrt, se zgodi 14. saferja, drugega meseca koledarja po hidžri. Slovesnost, ki traja tri dni, vključuje molitve, glasbo, razstave, literarne konference in konjske dirke. Ljudje obiskujejo svetišče iz vse province. 1Kip Bhittaija je bil postavljen pred počivališčem Bhit Šah ob njegovem 274. Ursu leta 2017.